# Hotel El Prado
El hotel El Prado es un hotel ubicado en el barrio El Prado de Barranquilla, Colombia. Forma parte del patrimonio nacional de Colombia, por medio de la resolución 1640 del 24 de noviembre de 2004, y catalogado  monumento del patrimonio arquitectónico y cultural del país en 1982. Su construcción comenzó en 1927, y fue terminado e inaugurado en 1930. Su nombre original era Hotel del Prado.
Se lo considera el primer hotel turístico de América Latina, y su construcción estuvo a cargo de las familias Obregón y Parrish, conjuntamente con el arquitecto estadounidense Burdette Higgins.

## Historia

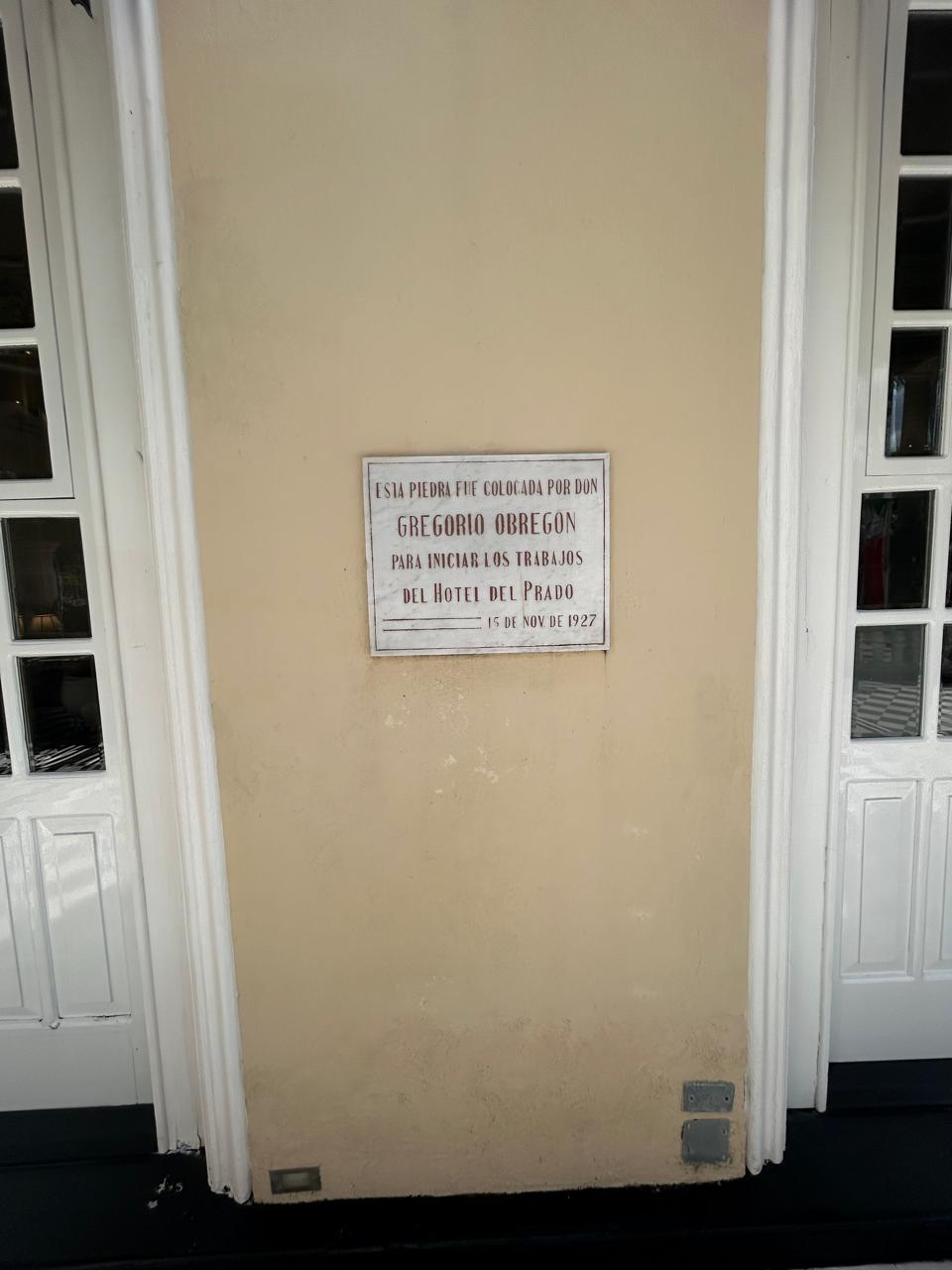
Primera piedra del hotel El Prado

La construcción del hotel El Prado comenzó el 15 de noviembre de 1927 y fue terminado e inaugurado el 15 de noviembre de 1930.En su momento, el hotel mantuvo el lema oficial «Si no pudiese alojarse en él, sonríase al pasar» y fue utilizado durante muchos años como insignia institucional. Según varios artículos periodísticos, el hotel fue el primero en incluir baños en todas sus habitaciones y ofrecer piscina semiolímpica.
Los responsables de la construcción fueron las familias Obregón y Parrish, conjuntamente con el arquitecto estadounidense Burdette Higgins,quien diseñó el hotel con estilo barroco tardío español, también conocido como neomediterráneo o colonial californiano, con amplias zonas verdes y jardines tropicales.

## Extinción de dominio
En los años 1980 y 1990 el hotel fue un centro de operaciones para el lavado de activos y narcotráfico, por tal motivo, entró en proceso de extinción de dominio. A mediados de los años 1980, el clan Nasser Arana se consolidaba como los únicos propietarios, después de que uno de los integrantes de la familia Arana, Sheila Arana, compró el hotel por COP$ 4 000 000 000. Estas familias mantuvieron vínculos con el narcotraficante Alberto Orlández Gamboa, conocido por el alias de El Caracol, máximo jefe del Cartel de la Costa.

## Importancia cultural
Es uno de los hoteles más importantes de Barranquilla por su riqueza histórica, arquitectónica y cultural. Por el hotel han pasado diversas personalidades de Colombia, como el presidente de Colombia Enrique Olaya Herrera en 1930. También fue la sede principal del IV Encuentro Nacional de Patrimonio, evento social y cultural organizado por el Ministerio de Cultura.
También es escenario de importantes festivales musicales durante el carnaval de Barranquilla.
Forma parte del patrimonio nacional de Colombia por medio de la resolución 1640 del 24 de noviembre de 2004, y fue catalogado como monumento del patrimonio arquitectónico y cultural del país en 1982.

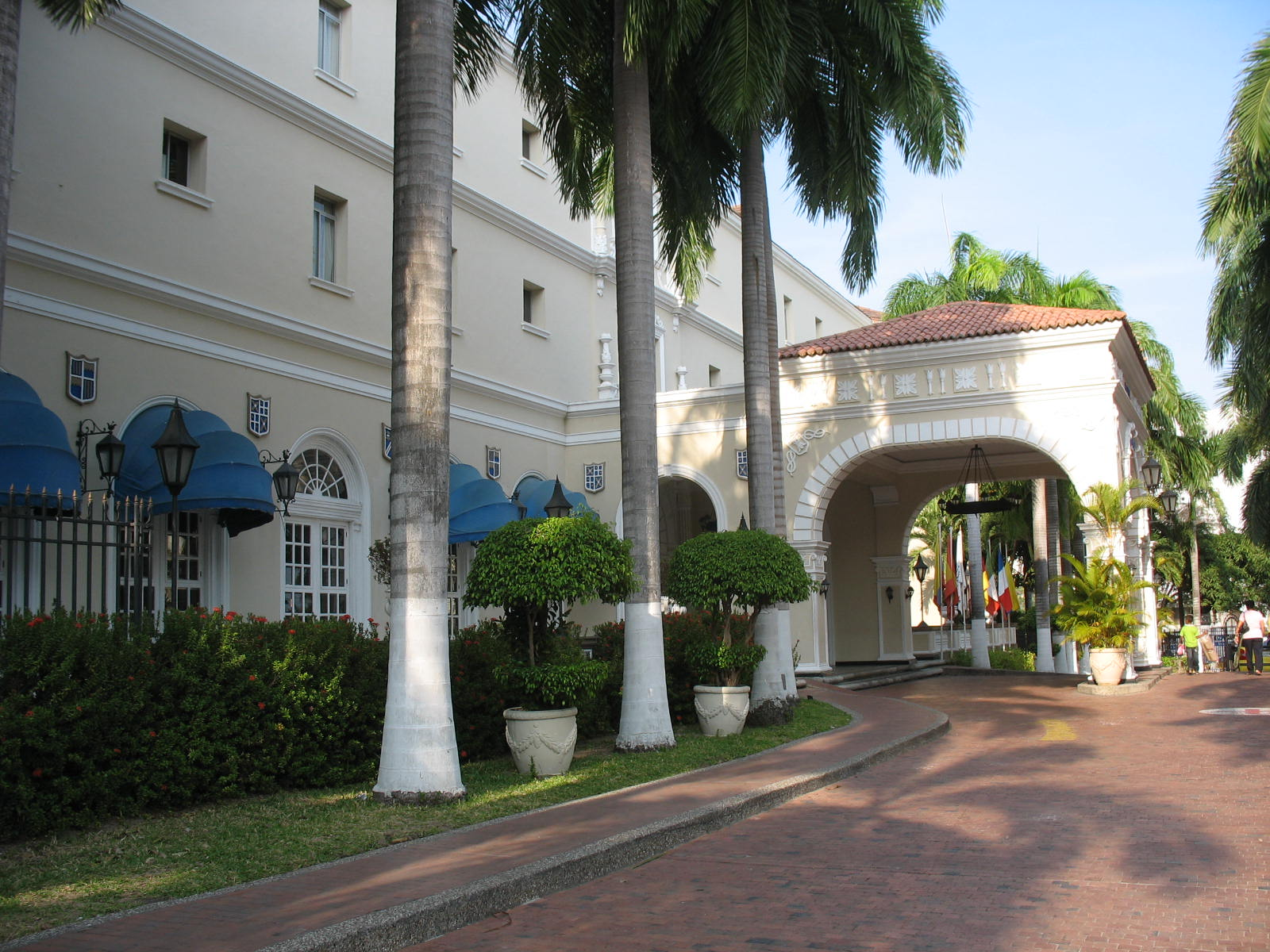
Entrada principal
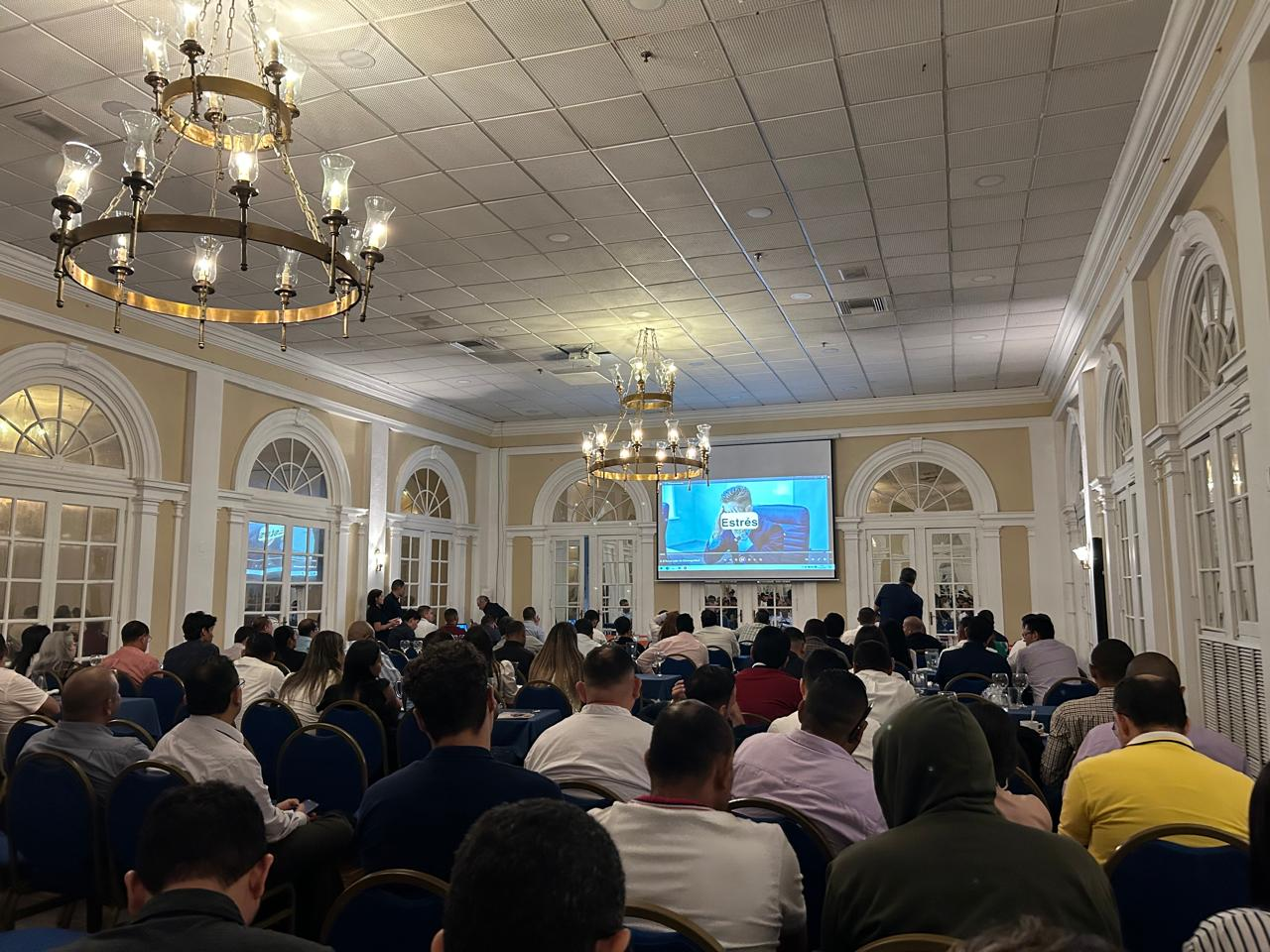
Convención en el Gran Salón
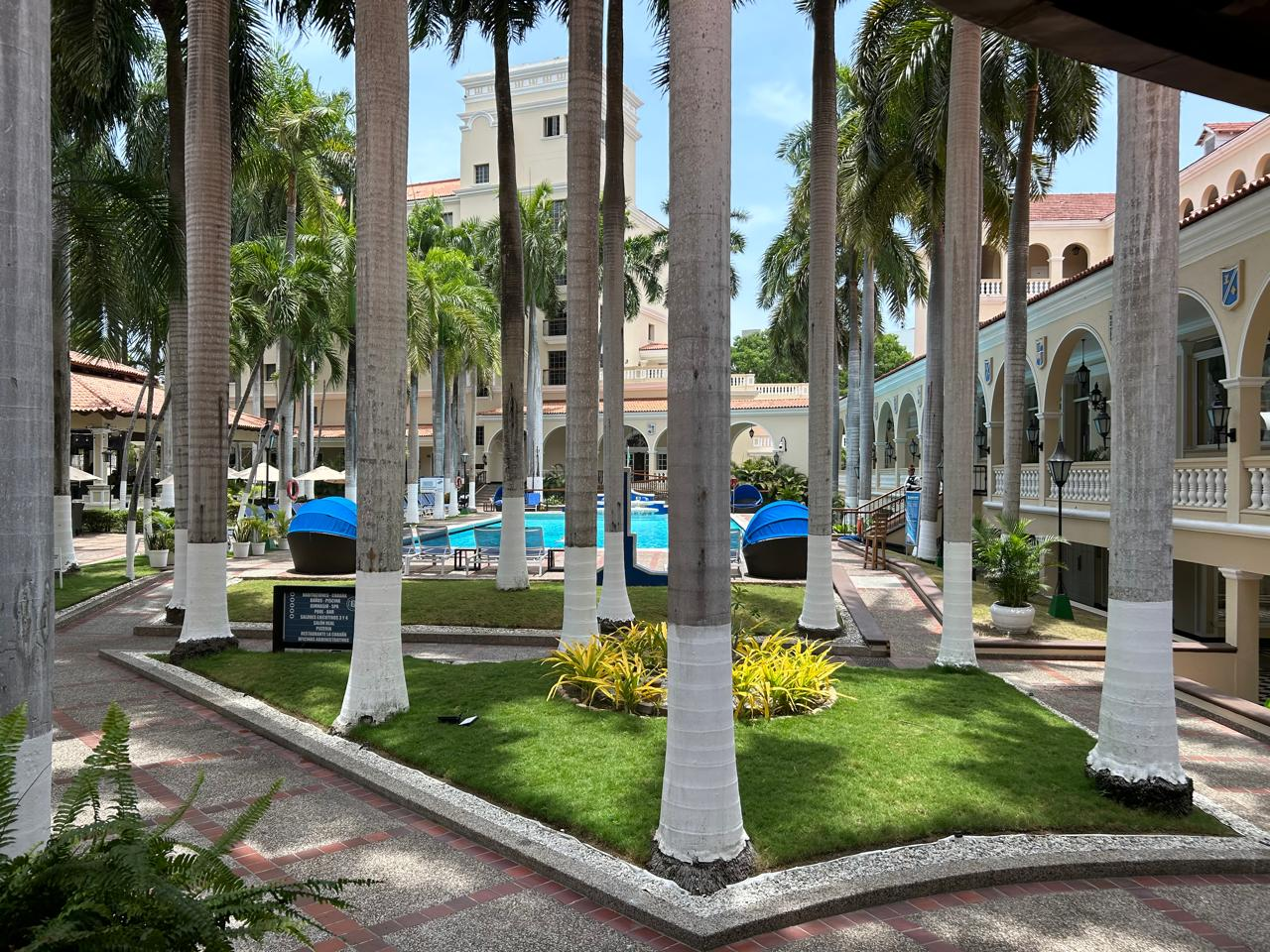
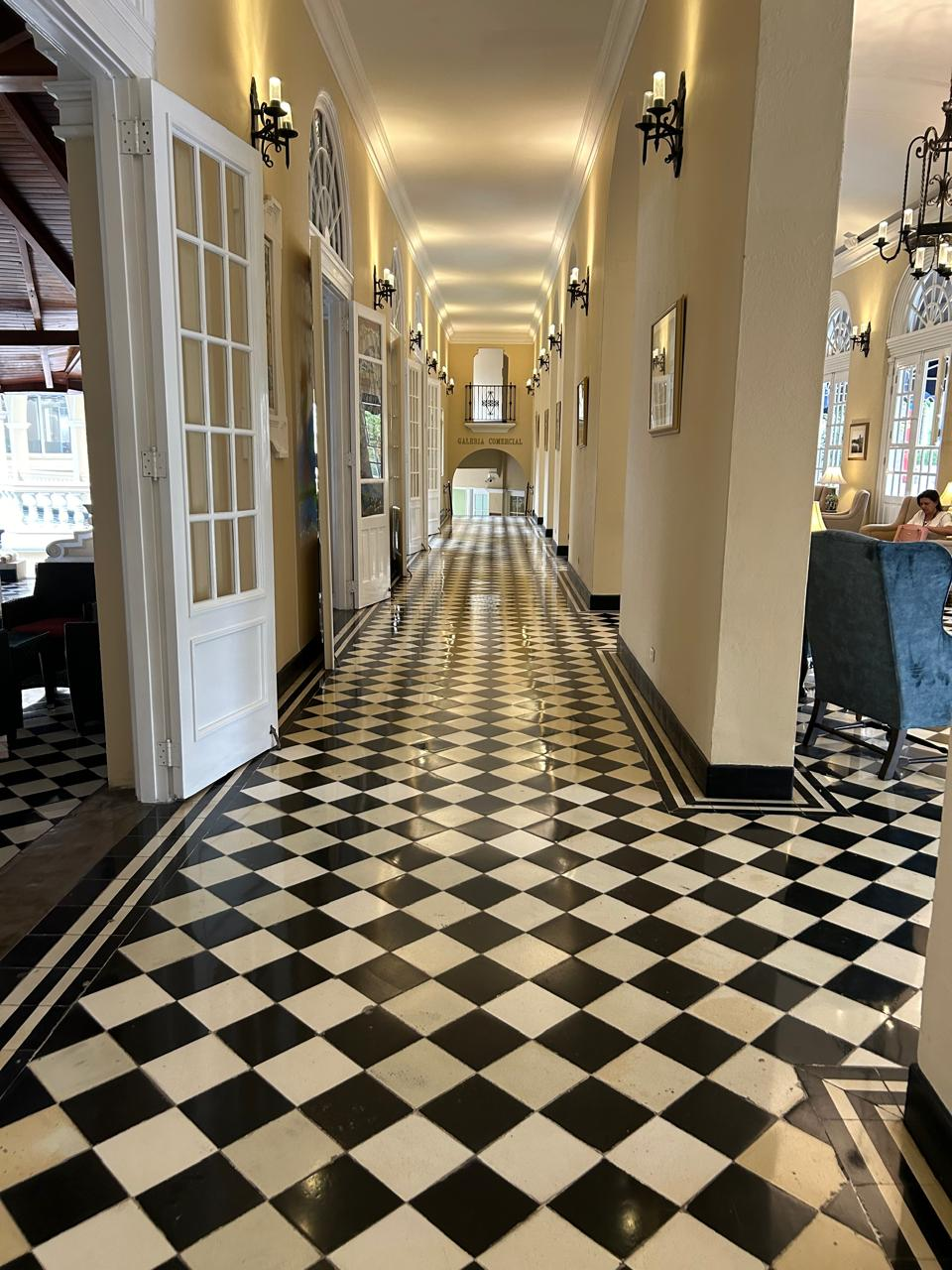
Vestíbulo
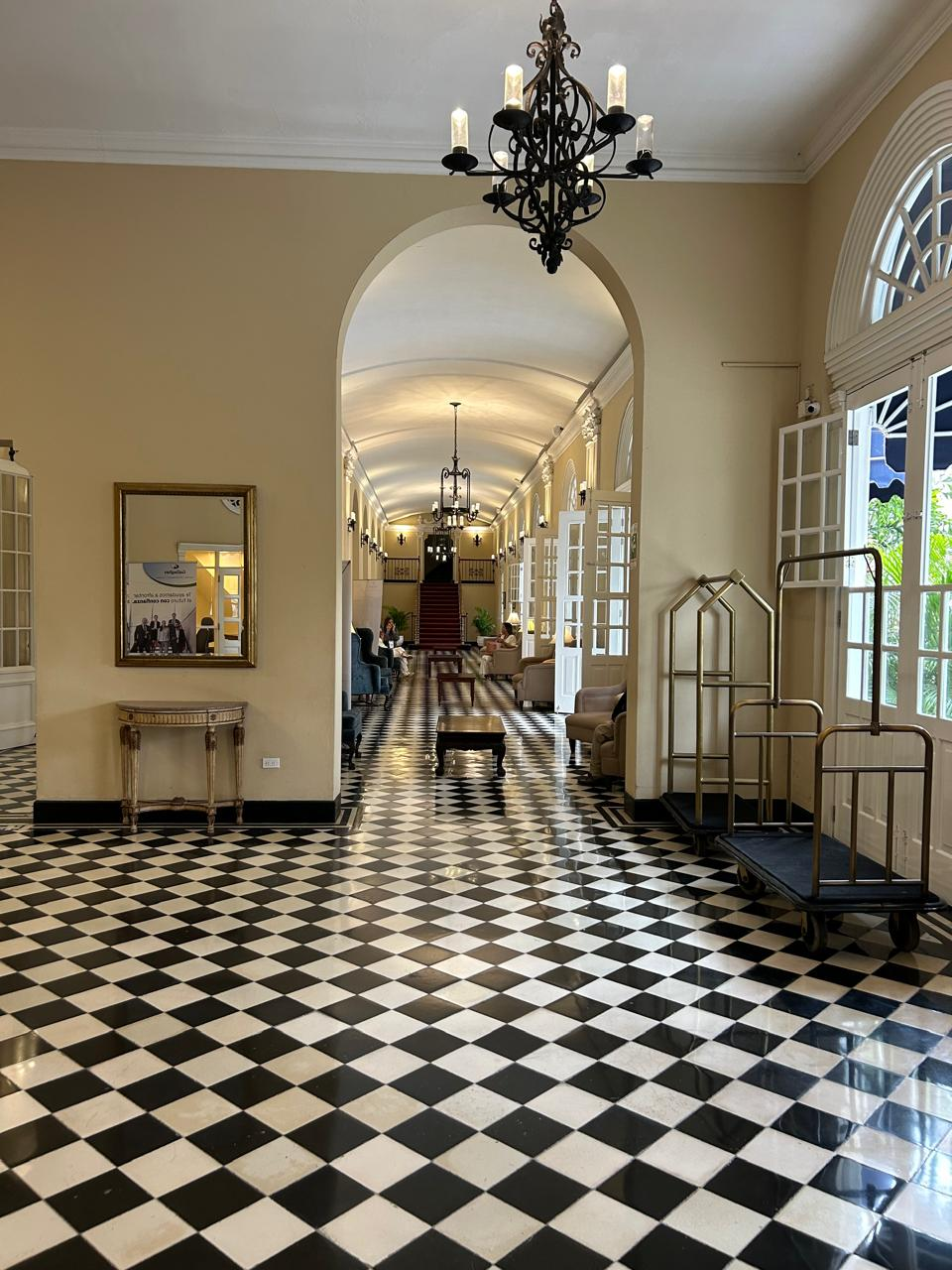
Vestíbulo
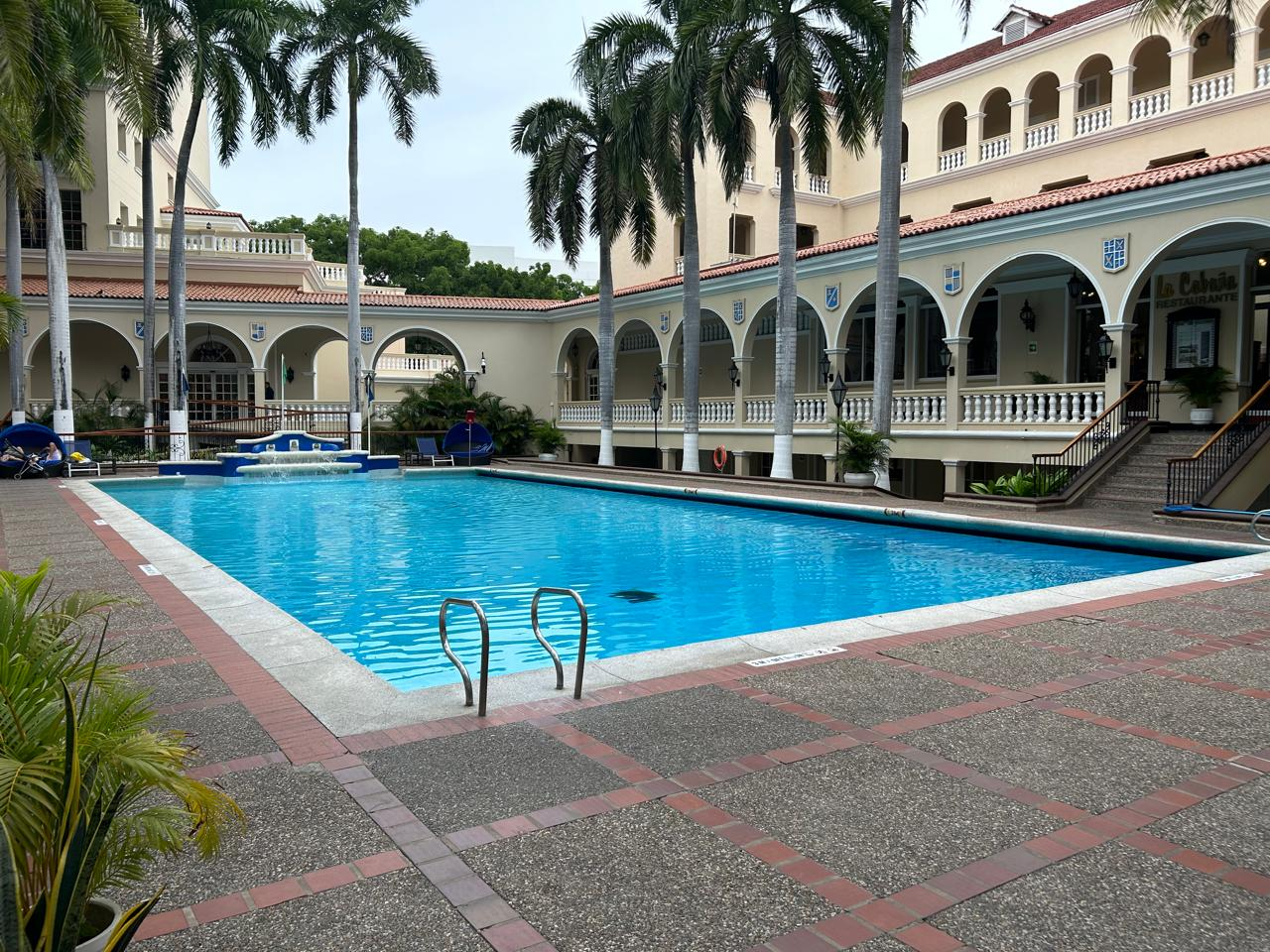
Piscina
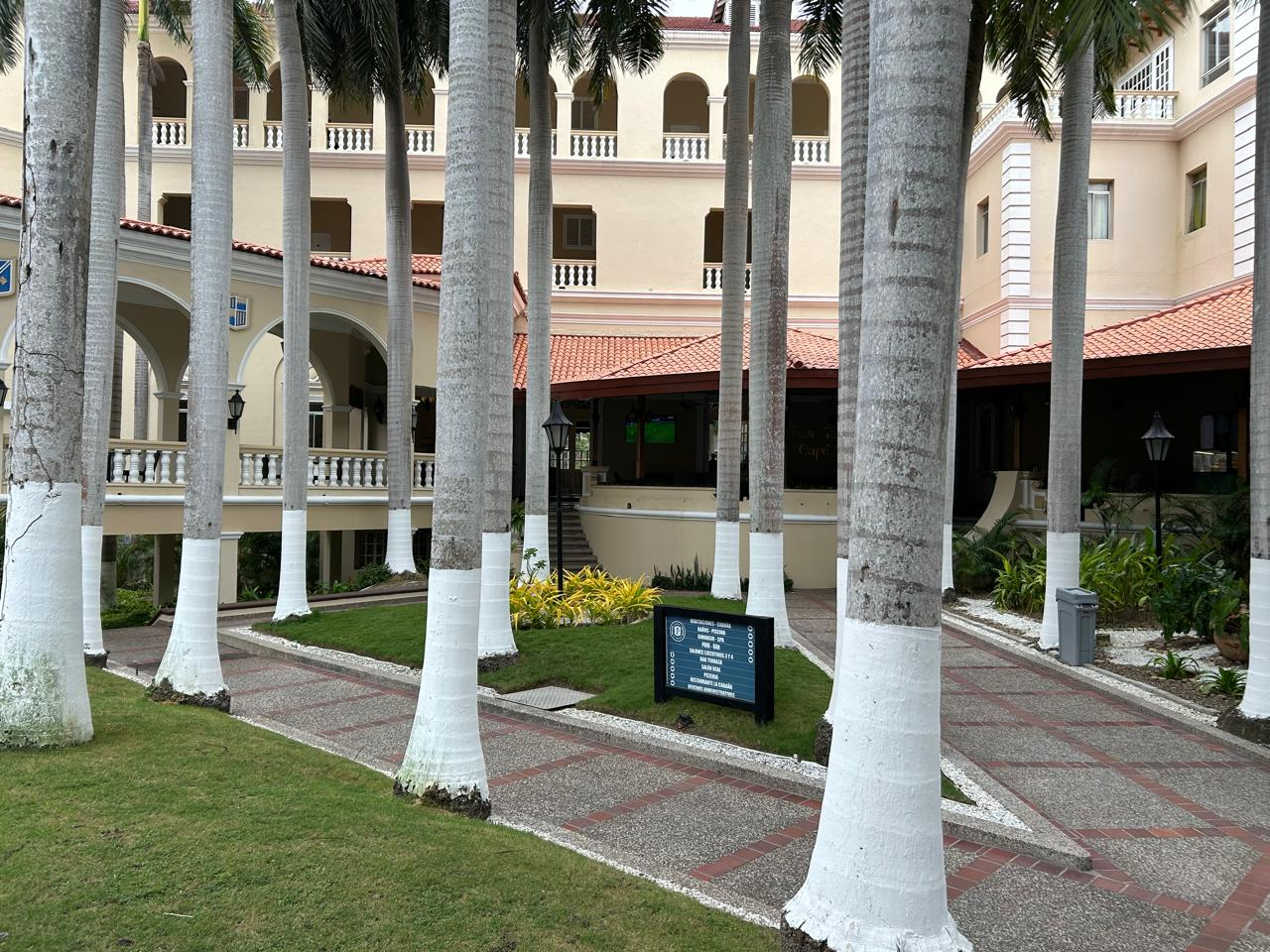